# Грезить во сне
Грезить во сне (пол. Śnić we śnie) — польский фильм в жанре психологическая драма режиссёра Януша Насфетера 1979 года.

## Сюжет
Это сложная история конфликта между матерью и дочерью. Дочь бросила учёбу. Мать и дочь вечно не довольны друг другом из-за разных взглядов на жизнь и старых обид. Дочь неудачно выходит замуж, у неё начинаются осложнения при родах...

## В ролях
- Ева Лейчак — Магда
- Ига Майр — Ирена, мать Магды
- Ванда Лучицкая — мать Павла
- Мечислав Войт — отчим Магды
- Ежи Схейбаль — Павел, муж Магды
- Казимеж Острович — отец Павла
- Хенрик Хунко — Вово, служащий в сторожке
- Збигнев Лесень — мальчик в детском доме
- Францишек Тшецяк
- Густав Люткевич — директор дома культуры
- и другие